# Léopold Chauveau
Pour les articles homonymes, voir Chauveau.
Léopold Chauveau né le 19 février 1870 à Lyon (Rhône) et mort le 17 juin 1940 à Sérigny (Orne) est un chirurgien, sculpteur, écrivain et illustrateur de livres de jeunesse français.
Il est le fils du physiologiste Auguste Chauveau (1827-1917).

## Biographie

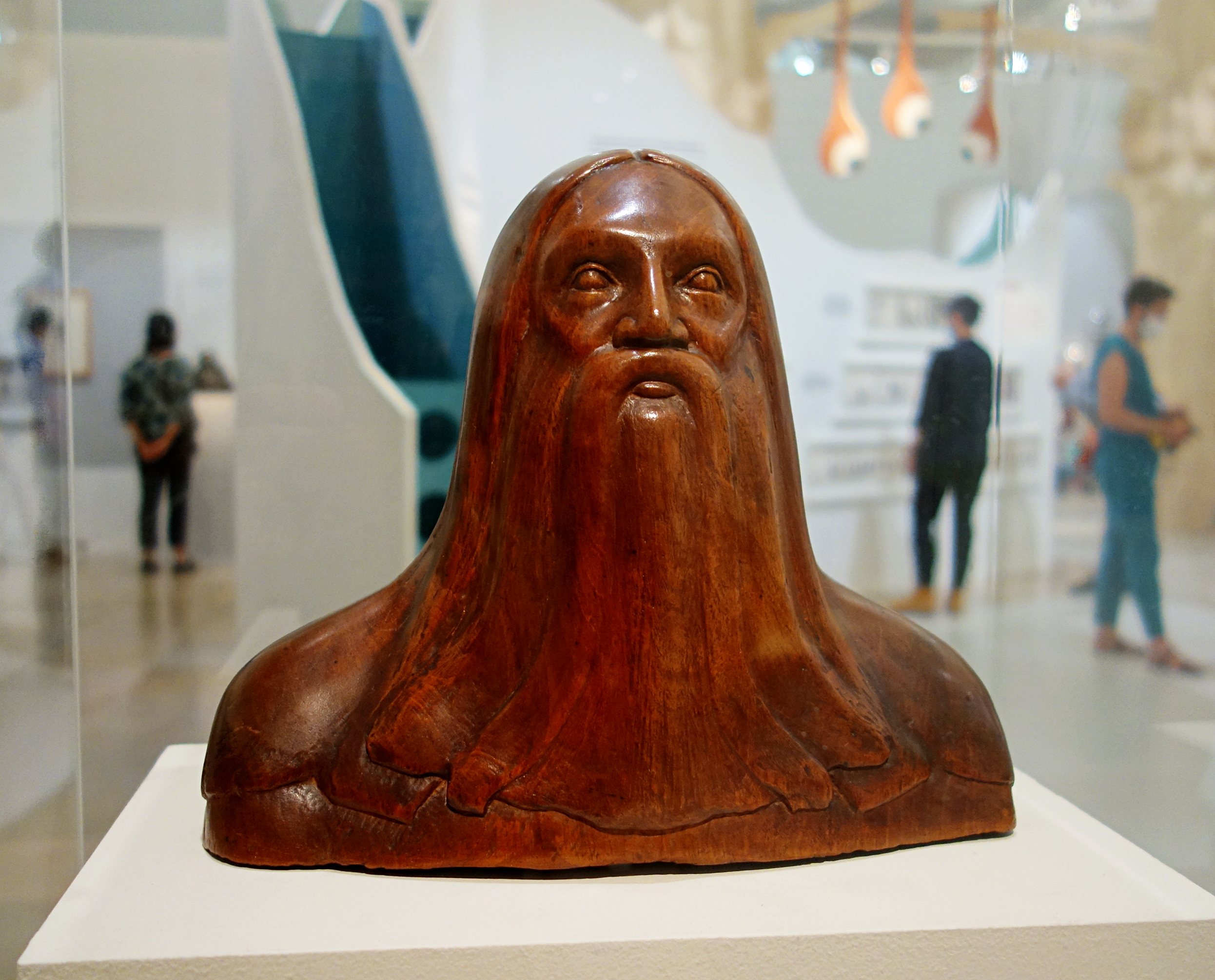
Buste d'homme (1905), bois, Paris, musée d'Orsay.

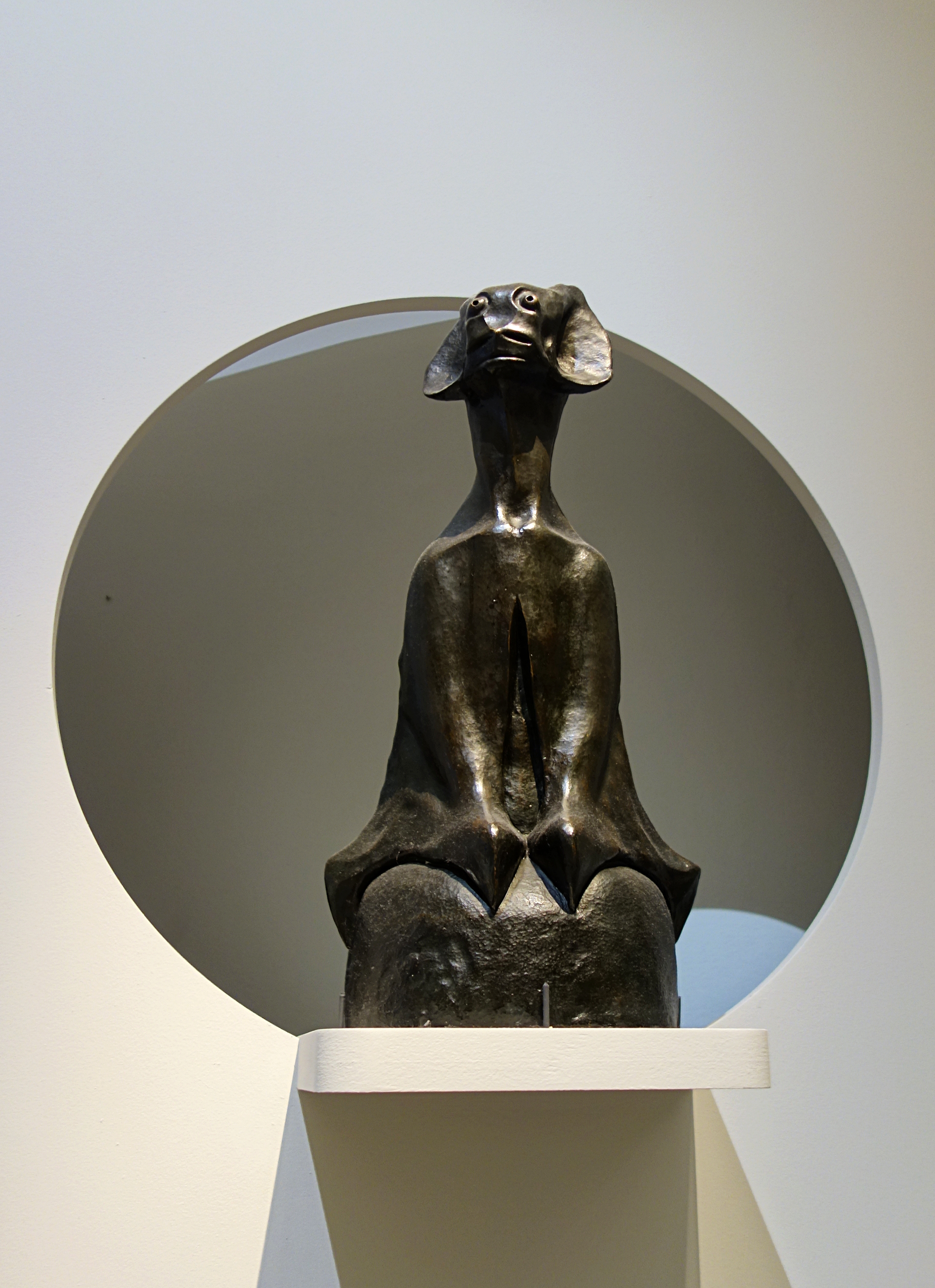
Pernimase (1919), bronze martelé, Paris, musée d'Orsay.

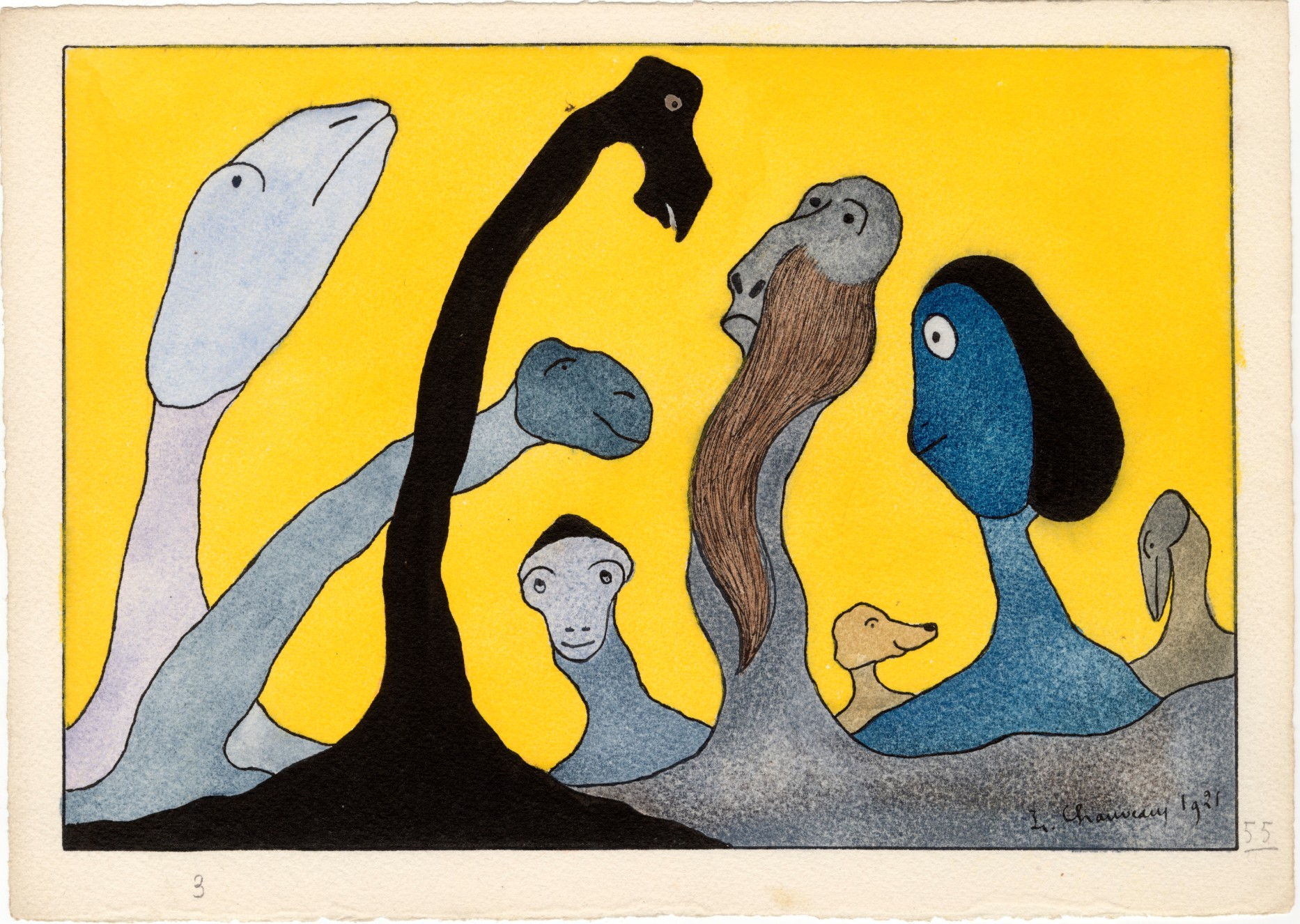
Paysage monstrueux, no 55 (1921), Paris, musée d'Orsay.

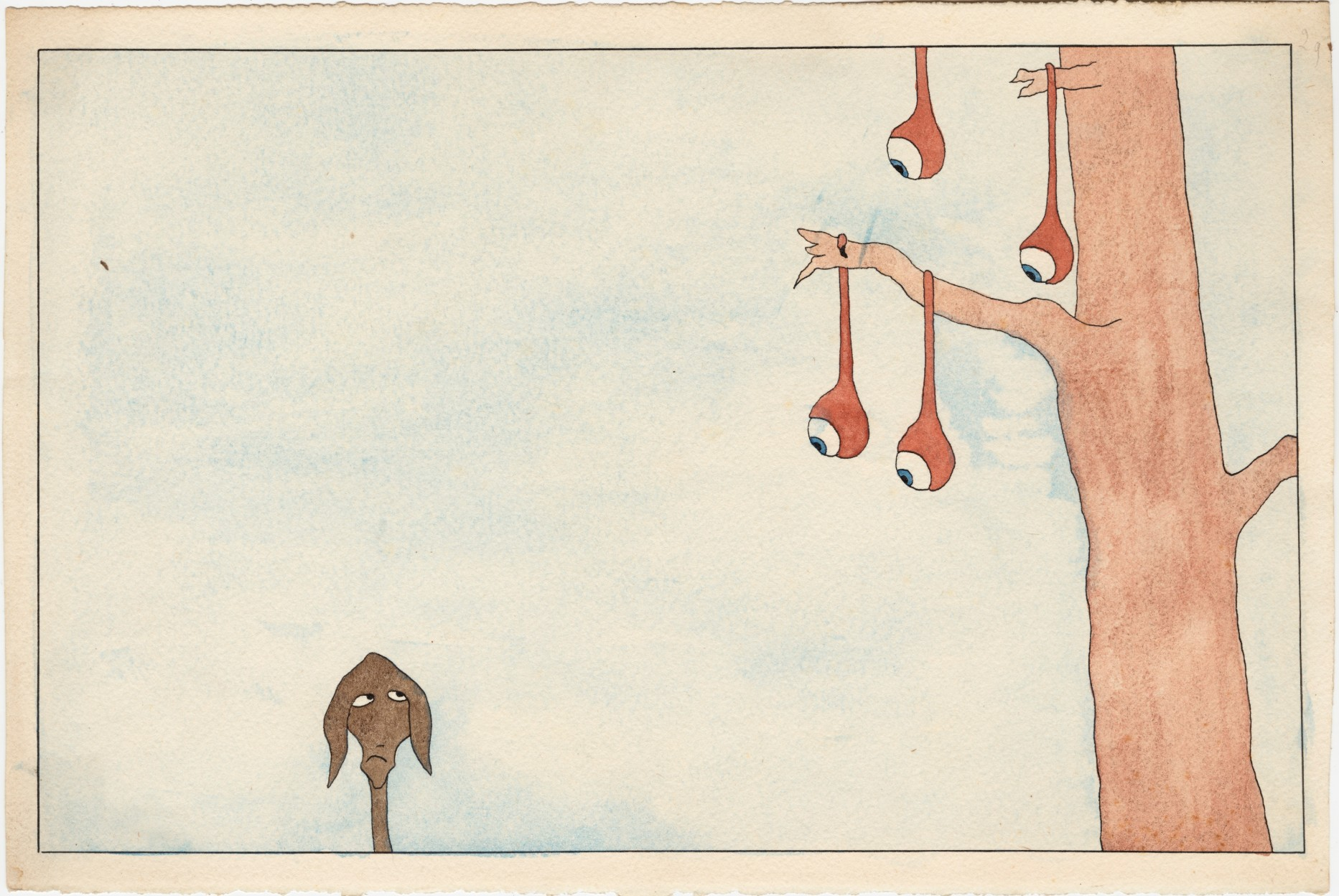
Paysage monstrueux, no 29 (1939), collection particulière.

Dès 1905, Léopold Chauveau commence à sculpter le bois (probablement auprès de son ami Georges Lacombe) puis se tourne dès 1908 vers la sculpture représentant des monstres fantastiques, « créatures singulières et hypothétiques ». Il présente une sculpture d'un monstre ciselé au Salon d'automne de 1911, puis une autre en plâtre en 1913. 
En 1910, il entreprend une série de 180 dessins à l'encre de Chine La Maison des Monstres, qu'il poursuivra jusqu'en 1920. Après la guerre, au cours de laquelle il a perdu sa femme et deux de ses fils, il entreprend une œuvre peinte à l'aquarelle Les paysages monstrueux.
Il écrit Derrière la bataille (1917) sur le front de la Première Guerre mondiale lorsqu'il assure les secours aux blessés dont il fait les portraits. Ce livre ressemble à Vie des martyrs de Georges Duhamel, paru l'année suivante.
Léopold Chauveau écrit également des contes pour enfant, qu'il illustre de dessins et d'aquarelles. Histoire du vieux crocodile, de la collection Histoire du poisson-scie et du poisson-marteau (1923) a été adaptée en animation en 2005 par Kōji Yamamura, en conservant le style des illustrations de Chauveau pour l'édition de 1929. L'édition originale, comme celle des Histoires du petit Renaud de 1927, furent illustrées par le célèbre peintre Pierre Bonnard. 
Il écrit également des romans pour adultes, notamment Ramponnot, Pauline Grospain et Grelu.
En juin 1940, lorsqu'éclate la Seconde Guerre mondiale, il organise avec la Croix Rouge un centre d'accueil dans l'Eure pour les réfugiés de la débâcle. Il meurt le 17 juin 1940 chez son ami Roger Martin du Gard au château du Tertre dans la commune de Sérigny, où il s'était réfugié.
Quelques-unes de ses œuvres sculptées sont exposées depuis 2017 à Paris au musée d'Orsay, qui lui consacre une exposition du 10 mars au 13 septembre 2020.

## Publications
- Étude critique des opérations pratiquées dans la caisse pour remédier à la surdité chez les sujets atteints d'otite chronique non suppurée, 1899.
- Derrière la Bataille, Paris, Payot, 1917 ; Montceaux-lès-Meaux : Fiacre, 2017.
- Histoire du Poisson Scie et du Poisson Marteau, ill. Pierre Bonnard, Paris : Payot, 1923.
- Petit poisson devenu grand, Paris et Neuchâtel : Victor Attinger, 1923 ; Genève : La joie de lire, 1999.
- L’Ombre du Pantin, Paris : Au Sans Pareil, 1924.
- Le Roman de Renard, Paris : Payot, 1924.
- Les histoires du petit Renaud, ill. Pierre Bonnard, Paris : Gallimard, 1927.
- Les cures merveilleuses du docteur Popotame, Paris : Les Arts et les Livres, 1927 ; New York : J.M. Dent & Sons et Londres, 1929 et 1930 ; Nantes : éditions MeMo, 2016.
- Histoire de Roitelet, Paris : Victor Attinger, 1928 ; Genève : La Joie de Lire, 1999.
- Le Roman de Renard, version illustrée pour la jeunesse, Paris et Neuchâtel : Victor Attinger, 1928 ; Paris : Éditions sociales internationales, 1936 ; Paris : Éditions La Farandole, 1956 et 1964.
- Monsieur Lyonnet, Paris : Au Sans Pareil, 1930.
- Ramponnot, Paris : Au Sans Pareil, 1931.
- Pauline Grospain, Paris : Gallimard, 1932.
- Histoires du petit père Renaud, Paris : Denoël et Steele, 1932.
- Grelu, Paris : Gallimard, 1934.
- Les deux font la paire Paris : Éditions sociales internationales, 1937 ; Genève : La Joie de Lire, 2003.
- Petit tour de France, ill. Véra Braun, Paris : Gallimard, 1938.
- Monsieur Tigre et Madame Tortue, ill. Jean Trubert, Paris : Éditions La Farandole, 1957.
- Le petit cochon de pain d’épice, ill. J. et J-M. Granier, Paris : Éditions La Farandole, 1962.
- Fables de La Fontaine illustrées par Léopold Chauveau, Paris : Circonflexe, 1992.
- La poule et le canard, Genève La Joie de Lire, 1998.
- Créatures hypothétiques : 1920-1939, Rouen : Librairie Élisabeth Brunet, 2011.
- La maison des monstres, Paris : Musée d’Orsay, 2020.
- Paysages monstrueux, Paris : Musée d’Orsay, 2020.
- Histoire du petit serpent, Paris : Musée d’Orsay, 2020.